# Rosulapelta
Rosulapelta is een mosdiertjesgeslacht uit de familie van de Cribrilinidae en de orde Cheilostomatida. De wetenschappelijke naam ervan is in 2013 voor het eerst geldig gepubliceerd door Winston & Vieira.

## Soorten
- Rosulapelta floridana (Smitt, 1873)
- Rosulapelta repangulata (Winston & Håkansson, 1986)
- Rosulapelta rosetta Winston & Vieira, 2013